# セルジオ・リンランド
セルジオ・リンランド（英語: Sergio Rinland、1952年3月17日 - ）は、アルゼンチン出身のエンジニア。現在は、自動車工学および管理コンサルティング会社のAstauto Ltdのオーナー兼マネージングディレクターを務めている。

## 経歴
ブエノスアイレス出身。少年時代からモータースポーツが好きで、近所のガレージで時々作業の手伝いなどもしていた。1976年にフォーミュラ・ルノーに参戦する友人の手伝いを通じて、初めてマシンの製作を手掛けた。このマシンは自ら「初めて自分のクルマを作ったのはいつかと尋ねられたら、この時のフォーミュラ・ルノーだ。」というほど本格的なジュニア・フォーミュラカーだった。
アルゼンチンのスール大学で機械工学を学び1980年に卒業。アルゼンチンF2選手権に参戦していたクライスラー・チームで2年間在籍。
学業を終えた1980年、イギリス・フォーミュラ・フォードに出場したいという希望を持っていた友人と共にイングランドに渡った。その後しばらくはその友人のためのチームをリンランドが作り、マシンの面倒を見ていた。当時はまだ英語をあまり話せなかった。その後リンランドはフォーミュラ・フォードのコンストラクターでもあるPRSという小さなチームに参加。PRSには約3年在籍し、デザイナーとしてフォーミュラ・フォード1600とフォーミュラ・フォード2000の車を設計した。1982・1983年のシーズンにおいて、彼が設計した車両はイギリス、ヨーロッパ、アメリカで成功を収めた。

### F1へ
1983年、ラルトで約1ヶ月勤務後、年末にRAMF1チームに加入。最初はデザイナー補佐としての加入だった。グスタフ・ブルナーや、マーチのデイヴ・ケリーと共にRAMの自製マシンの開発を進めた。のちに「ブルナーからは多くのことを学んだ。RAMはとても規模の小さいチーム（スタッフ総勢25名、同年の最小F1チーム。）だったとはいえF1は全く次元の違う世界だった」と述べている。
1986年、ウィリアムズに移籍。在籍期間は短かったが、パトリック・ヘッドの下でFW11の設計に携わった。

### ブラバム、ダラーラ在籍期
1986年シーズン中にブラバムに移籍し、同年はサーキットには行かずイギリスのファクトリー内での作業に従事。デビッド・ノースとジョン・ボールドウィンと共に翌年用のマシンBT56を設計する。リンランドはこのマシンのフロントからコクピット部分までの設計を担当したが、リアセクションには関与していない。
1987年はグランプリの現場でアンドレア・デ・チェザリスのエンジニアを担当。ブラバムは1988年シーズンの参戦休止を決めたため、オファーが来ていたダラーラに移籍し、イタリア・ブレシアに移住。この年からF1に参戦したBMSスクーデリア・イタリアのBMS188を設計。このマシンについては「完全に私の監督下で、私のアイディアに基づいて作られたマシンだ。しかしダラーラにとって初めてのF1挑戦だったので、予算の使い方がとても慎重だった。移動費用節約のためテストはいつもイモラで行われ、開発のための実走テストは1か所でしか出来なかった。」と述べている。
1988年最終戦オーストラリアGPの会場にて、1989年にF1参戦を再開するブラバムのハービー・ブラッシュから、翌年用マシン設計の全権を与えられる好条件を打診され復帰を決断。リンランドはチーフデザイナーとして戻りBT58を設計した。1989年秋から騒動となったブラバム・オーナーであるヨアヒム・ルーティの詐欺・横領容疑による逮捕でブラバムの将来が不透明になったことから、1990年初頭にティレルへと移籍。しかしハーベイ・ポスルスウェイトとジャン＝クロード・ミジョーが製作していた新車019はすでに最終工程となっており、自身のアイディアを盛り込める状況ではなかったため、同年4月に新オーナーミドルブリッジの元で再出発が決まったブラバムへと出戻った。以後、BT59、画期的なデザインのBT60を設計した。

### アスタウトを設立
1991年にブラバムを退社すると、イギリスのトルワースに自身のデザイン会社である『アスタウト』を設立。アスタウトはフォンドメタルと提携しF1カーを設計および製造する契約を結ぶ。 この車は、フォンドメタル・GR02と名付けられ、非常に革新的なデザインとしてプレスから高く評価されたが、1992年にわずかなレースを戦ったのみで、財政難のためにチームは撤退した。
フォンドメタル撤退後は、ダン・ガーニー率いるオール・アメリカン・レーサーズにおいてトヨタエンジンを搭載した独自シャシーでのCART参戦に向けた調査を行っていた。
1995年にヨーロッパに戻り、F1への新規参戦を開始したイタリアのフォルティ・コルセのテクニカルディレクターに就任。主にマシンのフロント部の変更で予選を通過できるレベルに改良を加えたが、家族がイタリアに住むことを嫌がったため、5月にチームから離脱。1995年の残りの期間、ケケ・ロズベルグからオファーを受けオペルのドイツツーリングカー選手権プロジェクトに雇われた。

### 再評価
1996年から1999年にかけて、リンランドはベネトンで働いていたが、1999年末、ザウバーにヘッドハンティングされてチーフデザイナーを務め、C19、さらにはザウバーで最も成功したF1カーとされるC20を設計した。これらの車は手堅くも随所に革新的なデザインを特徴としており、最も顕著な「ツインキール」フロントサスペンションは、2002年にはマクラーレンやアロウズも追随するに至った。

### アロウズに移籍
2001年9月、アロウズにチーフデザイナーとして移籍するも、1年後にチームは財政難で消滅した。

### アロウズ消滅後
アロウズ消滅後、コンサルタント会社『Astauto.Ltd』を立ち上げることを決め、オーストリアのF1サプライヤーや、IRLのレッドブル・チーバー・レーシング、GP2のコローニやトライデントレーシング、2006年と2007年のル・マン24時間レースやル・マン・シリーズに参戦したチーム・モデナなどのレース参戦に携わった。2006年には、ロンドンのキングストン大学でMBAの学位も取得した。
2007年12月から2011年1月まで、スペインのエプシロン・エウスカディのエンジニアリングディレクターを務め、さらにヨーロッパと米国でコンサルタント会社を経営していた。エプシロン・エウスカディでは、2008年のル・マン24時間レース参戦プロジェクトをはじめ、その他のレースプロジェクトおよび非レースプロジェクトの責任者も務めていた。

### 近年の活動
2011年2月以降は、コンサルタント会社であるAstauto Ltdをヨーロッパ、アメリカ、南アメリカで運営している。
最近では、オックスフォードブルックス大学で、AVL VSMラップタイムシミュレーションソフトウェアで学生のスキルアップに携わっており、また、オックスフォードブルックス大学の学生レーシングフォーミュラチームと協力して正確なラップタイムシミュレーションモデルの開発を支援している。